# Calamodontophis paucidens
Espèce
Synonymes
- Calamodon paucidens Amaral, 1936

Statut de conservation UICN

 VU B1+2c : Vulnérable
Calamodontophis paucidens est une espèce de serpents de la famille des Dipsadidae.

## Répartition
Cette espèce se rencontre au Paraná et au Rio Grande do Sul au Brésil et en Uruguay.

## Publication originale
- Amaral, "1935" 1936 : Contribuição ao conhecimento dos ofídos do Brasil. VIII. Novas gêneros e espécies de Colubrideos opisthoglyphos. Memórias do Instituto Butantan, vol. 9, p. 203-207.